# ایهور شولین
ایهور شولین (اوکراینی: Ігор Миколайович Шолін؛ ۴ ژوئن ۱۹۸۵ – ۱۶ دسامبر ۲۰۰۹) بازیکن فوتبال اهل اوکراین بود.
از باشگاه‌هایی که در آن بازی کرده‌است می‌توان به باشگاه فوتبال داچیا کیشیناو و باشگاه فوتبال کارپاتی لویو اشاره کرد.